# Курия-Мурия
Курия-Мурия (на арабски: جزر خوريا موريا «Джузур Хурийя Мурийя») е група от 5 скалисти острова в Арабско море, принадлежащи на султаната Оман, разположени покрай южния бряг на Арабския полуостров, от който са отделени чрез залива Курия-Мурия. Обща площ 73 km² (острови Ал Хасикия 2 km², Ес Сауда 11 km², Ал Халания 56 km², Гарзант 0,3 km² и Ал Киблия 3 km²). Максимална височина до 501 m (на остров Ал Халания). Изградени са предимно от варовици и гнайси. Основен поминък на населението (58 човека на остров Ал Халания) е риболова и събирането на гуано.